# Molophilus ethicus
Molophilus ethicus là một loài ruồi trong họ Limoniidae. Chúng phân bố ở miền Australasia.